# NGC 7638
NGC 7638 (również IC 1483, PGC 71242 lub PGC 71246) – galaktyka spiralna (S), znajdująca się w gwiazdozbiorze Pegaza. Odkrył ją Andrew Common 8 sierpnia 1880.